# عبيد الله بن أبي بكرة
عبيد الله بن أبي بكرة الثقفي (14 - 79 هـ) ، من أبناء الصحابي أبو بكرة الثقفي، ولي قضاء البصرة وولي إمرة سجستان سنة 50هـ ثم عزل بعد ثلاث سنين، ثم وليها الحجاج.

## عنه
ولاّه الحجاج بن يوسف الثقفي سجستان فغزا رتبيل قائد الترك عام 79 هـ (حوالي 698م) لامتناعه عن دفع الخراج، فهزمه رتبيل، فافتدى ابن أبي بكرة نفسه، ومن معه من المسلمين بمال، ومات متحسراً. أمّا رتبيل، فقد انتصر عليه عبد الرحمن بن الأشعث بعد عام.
اشتهر ابن أبي بكرة بالجود، والإنفاق على الجيران، وإعتاق العبيد، حتى قال فيه الشاعر يزيد بن مفرغ الحميري: